# Cod ATC D07
Cod ATC D07 este o parte a Sistemului de clasificare Anatomo Terapeutico Chimică.
D Preparate dermatologice
D 07 Corticosteroizi de uz dermatologic